# Provanna chevalieri
Provanna chevalieri là một loài ốc biển, là động vật thân mềm chân bụng sống ở biển thuộc họ Provannidae.

## Phân bố
Loài này xuất hiện ở lỗ phun mê tan vùng nước sâu của sông Congo.